# Династія Південна Янь
Дина́стія Південна Янь (спрощ.: 南燕; піньїнь: Nányàn) — династія, що правила на півострові Шаньдун (Китай), відколовшись від династії Пізня Янь. Протягом свого існування боролася проти династії Східна Цзінь, проте була переможена.

## Історія
Була заснована одним з вождів сяньбійського племені мужунів (одного з предків монголів) у 398 році. Вона відокремилася від держави Пізня Янь. Спочатку намагалася розширити свої володіння за рахунок держави Східна Цзінь. У 410 році була захоплена останньою.

## Імператори
| Посмертне ім'я            | Особисте ім'я                | Роки правління | Девіз і роки правління                                             |
| ------------------------- | ---------------------------- | -------------- | ------------------------------------------------------------------ |
| Сянь У-ді 獻武帝 Xiànwǔdì | Мужун Де 慕容德 Mùróng Dé    | 398–405        | - Яньван (燕王 Yànwáng) 398–400 - Цзяньпін (建平 Jiànpíng) 400–405 |
| Мужун Чао 後主 Hòu Zhǔ    | Мужун Чао 慕容超 Mùróng Chāo | 405–410        | - Тайшан (太上 Tàishàng) 405–410                                   |